# Kovddoskaisi
Kovddoskaisi je hora v severozápadním Laponsku ve Finsku. S nadmořskou výškou 1240 metrů jde o čtvrtou nejvyšší finskou horu. S prominencí 440 metrů jde o nejprominentnější finskou horu, protože nejvyšší finská hora Halti má vrchol na norském území, asi 1,5 km od finské hranice.
Mnozí turisté považují Kovddoskaisi za nejtěžší z finských tisícovek, především kvůli své poloze mezi dvěma údolními jezery, prudké přístupové cestě (600 výškových metrů na 5 km) a drsnému terénu.